# Liceul Teoretic Republican „Ion Creangă” din Bălți
Liceul Teoretic Republican „Ion Creangă” din Bălți a fost înființat în baza hotărârii Guvernului Republicii Moldova nr. 563 din 11 august 1995 și ordinul Ministerului Învățământului al Republicii Moldova nr. 314 din 24 august 1995. Realmente, Liceul Teoretic Regional este revigorarea, peste ani, a fostului Liceu de băieți „Ion Creangă” din Bălți, care a activat ca o instituție de prestigiu în perioada 1918-1944, dând Țării personalitați notorii in știința și cultura românească. În prezent director este doamna Olga Elpujan.

## Istorie
Liceul a fost fondat la 10 septembrie 1906, iar până în 1918 a fost un Gimnaziu de băieți. Primul director al gimnaziului a fost Nikolai Voskresenski, care a fost în fruntea instituției de învățământ până în 1911. Gimnaziul era de patru clase (curs primar). Ulterior, în fiece an, în componența Gimnaziului s-a adăugat câte o clasă până la completarea cursului superior . În anul școlar 1910-1911, liceul a fost completat cu ultima clasă, a opta, ca la sfârșitul anului s-a absolvească instituția primii gimnaziști bălțeni. În primii ani de activitate limba de predare era exclusiv rusa. Situația s-a schimbat 1917, când în corespundere cu decizia Congresului învățătorilor din Republica Democratică Moldovenească, la liceu a fost implementată limba română ca obiect facultativ, ca peste patru luni să fie complet legiferat . După unirea Basarabiei cu România în 1918, Gimnaziul a fost transformat în Liceul românesc. Abia în 1920 s-a hotărât ca Liceul să poarte numele scriitorului clasic al literaturii române Ion Creangă. În 1921, procesul de naționalizare a învățământului liceal a fost finisat. Clădirea liceului era numai cu parter și se găsea la intersecția străzilor Ștefan ce Mare și Ion Creangă (în prezent străzile Pușkin și Moscovei).
Începând cu clasa a șaptea, liceenii erau divizați după aptitudini - în secția reală și umanistă. Susținerea bacalaureatului se făcea în prezența părinților și rudelor, ca mai apoi elevii să poartă numele de „absolvenți ai liceului de băieți Ion Creangă”. Liceul dispunea și de o bibliotecă bogată. În cadrul Liceul „Ion Creangă” s-a desfășurat în perioada interbelică și o însemnată activitate literală. Astfel, în s-au înfiinațat societățile literare „B. P. Hașdeu”, „G. Coșbuc”, „Unirea” etc., care au editat revistele „Aurora”, „Spre lumină”, „Unirea” și „Crenguța”. Pe lânfă acestea, profesorii Marcu Văluță, Simion Vărzaru, Petre Stati și Mihai Horn au editat publicația „Cuget moldovenesc”. Din 1918 și până în 1936 au absolvit liceul circa 500 de absolvenți, majoritatea cărora au devenit personalități notorii .
Elevii liceului au avut și o publicație care a început să apară din 1935 și se numea „Crenguța”. În 1940, în urma anexării Basarabiei de către Uniunea Sovietică, Liceul Ion Creangă a fost desființat. În 1941 a începutul războiul contra Uniunii Sovietice și clădirea liceului a ars, fiind bombardată de aviația germană.
După eliberare, în 1941 liceul și-a reluat activitatea în clădirea Școlii Normale. Ulterior, în timpul războiului, în ciuda problemelor economice, administrația românească a construit o nouă clădire, care a fost inaugurată solemn la 31 octombrie 1943. Aici Liceul „Ion Creangă” a funcționat numai câteva luni, deoarece în martie 1944 este evacuat la Liceul „Decebal” din Deva, județul Hunedoara, cu ulterioara lui desființară.
După 1989, s-a pus problema reînființării Liceului „Ion Creangă”. Dar, administrația publică locală nu au dorit să deschidă o instituția „ca la români”. Totuși a fost găsită o soluție pentru renașterea lui. El a fost reînființat la 24 august 1995 ca Liceu Universitar pentru băieți și fete, în cadrul Universității Alecu Russo din Bălți. Meritul acestei inițiative îi revine rectorului de al Universității din Bălți, academicianului Nicolae Filip. Liceul ativează în propria sa clădire, construită în 1943.
Directori ai liceului au fost Ioan Bălțeanu, Marcu Văluță (1923 - 1939), Simion Varzaru (1941 - 1944) . Din 1995 directorul liceului este profesorul de istorie Petru Roman. Liceul beneficiază de baza materială, bibliotecară a Universității.
După evenimentele din 6-7 aprilie 2009, Ministerul Educației și Tineretului, inspirat de guvernarea comunistă, a sistat admiterea în anul de studii 2009 - 2010 la Liceul „Ion Creangă” .

## În prezent
La data redeschiderii contingentul de elevi era de 50 de persoane, în 2006 în clasele a X-a - a XII-a numărul liceenilor a ajuns la circa 300 persoane . Învățământul  se organizează pe profilurile umanist, real și arte. Activitatea educațională se centrează pe trei catedre: Științe socio-umaniste; Matematică și științe, și Arte și sport. La liceu activează Ansamblul de dansuri populare „Opincuța” și Ansamblul vocal „Dor, doruleț”. Amplasarea în cadrul universității oferă liceenilor posibilitatea de a se utiliza fondul de cărți al Bibliotecii Universitare.
În 2003, Alexandru Budișteanu, cu sprijinul Consiliului Profesoral al liceului, a instituit un premiu, ce-i poartă numele, pentru cei mai buni elevi ai liceului. Premiul „Alexandru Budișteanu” este conferit pentru trei Premianți de Onoare, corespunzând celor trei profile arte,uman și real.

## Corpul didactic
Directorul liceului din anul 2013 este Pascari Lia, profesor de chimie. În cadrul liceului funcționează 4 catedre: 
- Științe Socio-Umanistice,
- Matematică și Științe Reale,
- Arte,
- Dirigenție.

În componența catedrelor sunt incluse 47 de cadre didactice, inclusiv 17 profesori titulari și 30 angajați prin cumul intern:
- 3 doctori în științe, profesori universitari;
- 7 profesori cu grad didactic superior;
- 5 profesori cu grad didactic I;
- 15 profesori cu grad didactic II.

## Absolvenți
- Valeriu Gafencu - legionar;
- Eugen Coșeriu – lingvist;
- Valentin Mandacanu –  lingvist (Chișinău);
- Nicolae Testemițanu – profesor universitar, doctor habilitat în medicină, rector al Universității de Medicina din Chișinău, ministru al Ocrotirii Sănatății;
- Vitalie Belousov – profesor universitar, rector al Universitatii Tehnice „Gheorghe Asachi” din Iași;
- Alexandru Nacu – profesor universitar, doctor habilitat în medicină, Membru de Onoare al Academiei de Științe din Moldova;
- Nicolae Botnariuc – academician al Academiei Române;
- Boris Cazacu – academician;
- Valentin Belousov – membru corespondent al Academiei de Științe Pedagogice din fosta URSS;
- Constantin Tabarna – doctor habilitat în medicină, Membru de Onoare al Academiei de Științe din Moldova, expert parlamentar (București);
- Alexandru Budisteanu – doctor arhitect, președinte al Uniunii vorbitorilor de limba engleză din România;
- Ovidiu Creangă – inginer chimist, umorist (Toronto, Canada);
- Sergiu Grossu – scriitor (București);
- Vadim Pirogan –scriitor (Chișinău);
- Boris Movilă – publicist (Chișinău);
- Vasile Coroban – critic literar (Chișinău);
- Vlad Bejan - doctor în științe (Iași);
- Nicolae Oanea – profesor universitar, doctor în biologie (Chișinău);
- Victor Ghețeul – profesor universitar, doctor habilitat în medicină (Chișinău);
- Anton Crihan - avocat, autor, economist, politician, profesor și publicist român basarabean, membru al Sfatului Țării.